# Бюксероль (Кот-д’Ор)
Бюксеро́ль (фр. Buxerolles) — коммуна во Франции, находится в регионе Бургундия. Департамент коммуны — Кот-д’Ор. Входит в состав кантона Ресе-сюр-Урс. Округ коммуны — Монбар.
Код INSEE коммуны — 21123.

## Население
Население коммуны на 2010 год составляло 23 человека.
| 1962 | 1968 | 1975 | 1982 | 1990 | 1999 | 2010 |
| ---- | ---- | ---- | ---- | ---- | ---- | ---- |
| 78   | 57   | 32   | 34   | 39   | 37   | 23   |

## Экономика
В 2010 году среди 10 человек трудоспособного возраста (15—64 лет) 9 были экономически активными, 1 — неактивным (показатель активности — 90,0 %, в 1999 году было 71,4 %). Из 9 активных жителей работали 9 человек (3 мужчин и 6 женщин), безработных не было. Среди 1 неактивного 0 человек были учениками или студентами, 1 — пенсионером, 0 были неактивными по другим причинам.